# تجربه خروج از بدن

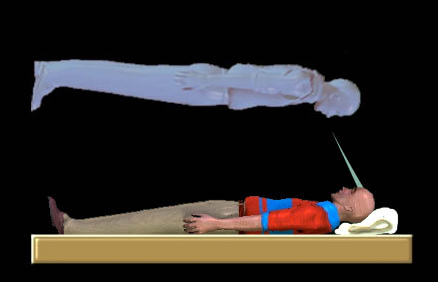
تجربهٔ خروج از بدن توسط یک هنرمند

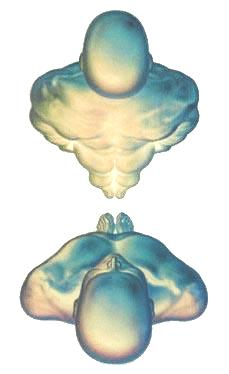
تجربهٔ خروج از بدن

تجربهٔ خروج از بدن یا برون‌فکنی اثیری (به انگلیسی: Out-of-body experience)؛ تجربه‌ای است که عموماً با حس شناور شدن، خارج از جسم همراه است و در برخی از موارد، شخص ممکن است بدن فیزیکی خود را از نقطه‌ای خارج از بدنش مشاهده کند.
تجربه خروج از بدن، معمولاً در ابتدای بیدارشدن یا زمان به‌خواب‌رفتن برای افراد اتفاق می‌افتد. نوع دیگری از این تجربه، تجربه نزدیک‌به‌مرگ نام دارد و زمانی اتفاق می‌افتد که فرد، درحال مرگ است. برخی افراد، در هنگام دوی ماراتون یا کوه‌نوردی نیز، آن را تجربه کرده‌اند.
ممکن است این حالت بارها برای افراد مختلف اتفاق بیفتد و گاهی ممکن است فرد، به خواب رفته و حضور در این حالت و اموری که در آن صورت گرفته را فراموش کند. حالت سرخوشی، بی‌وزنی و سبکی‌ای که افراد در این حالت گزارش کرده‌اند، بسیار شبیه به خروج روح از بدن در هنگام مرگ است.
در عرفان این تجربه را «خلع بدن» یا «موت اختیاری» می‌نامند که گفته می‌شود عارف به‌صورت اختیاری، این کار را انجام می‌دهد.

## آزمایش تجربی
اخیراً، پژوهشگران تلاش می‌کنند تا به‌گونه‌ای تجربی، این موضوع را بررسی نمایند. به‌طوری‌که، در یکی از مقالات با عنوانِ پس از خروج روح از بدن چه اتفاقی در مغز می‌افتد؟ به آزمایش دانشمندان مؤسسه کالسروهه آلمان اشاره نموده است که با استفاده از اسکن مغزِ پانزده انسان داوطلب سالم، رویدادهایی را نشان داده‌اند که شبیه بیرون رفتن روح از بدن انسان است. بدین‌ترتیب‌که، پژوهشگران مؤسسه نام‌برده، با آزمایشی به‌طور غیرمستقیم، پدیده‌ای را در مغز اشخاص داوطلبی که در دستگاه اسکنر مغزی قرار داشتند ایجاد کردند، که انگار این افراد از پیکر خود بیرون رفته و از فضای بیرون از پیکر خود به بدن واقعی خودشان نگاه می‌کردند، نتیجه این پژوهش علمی نشان می‌دهد تجربه‌های خروج روح بدن ناشی از عدم رسیدن اکسیژن کافی به ناحیه‌هایی از مغز، یا مختل شدن این مناطق به دلیل مصرف دارو است و هیچ پدیده ماورایی در کار نیست.